# Andrézieux

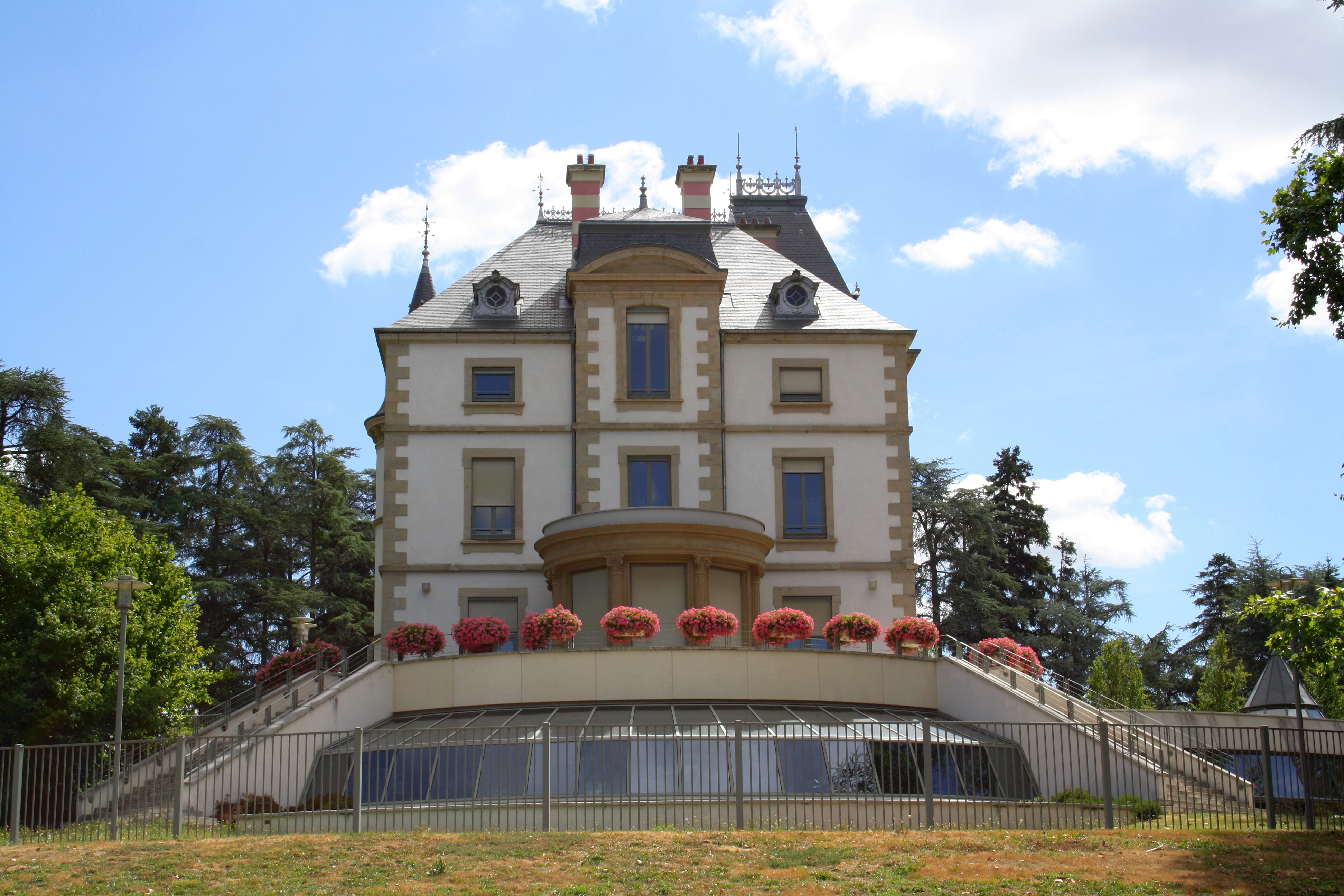
Het gemeentehuis van Andrézieux-Bouthéon is sinds 2001 gevestigd in het Château Martouret, gebouwd als een buitenhuis voor rijke burgers

Andrézieux is een voormalige gemeente in het Franse departement Loire. In 1965 fuseerde de gemeente met buurgemeente Bouthéon en werd de gemeente Andrézieux-Bouthéon opgericht.

## Geografie

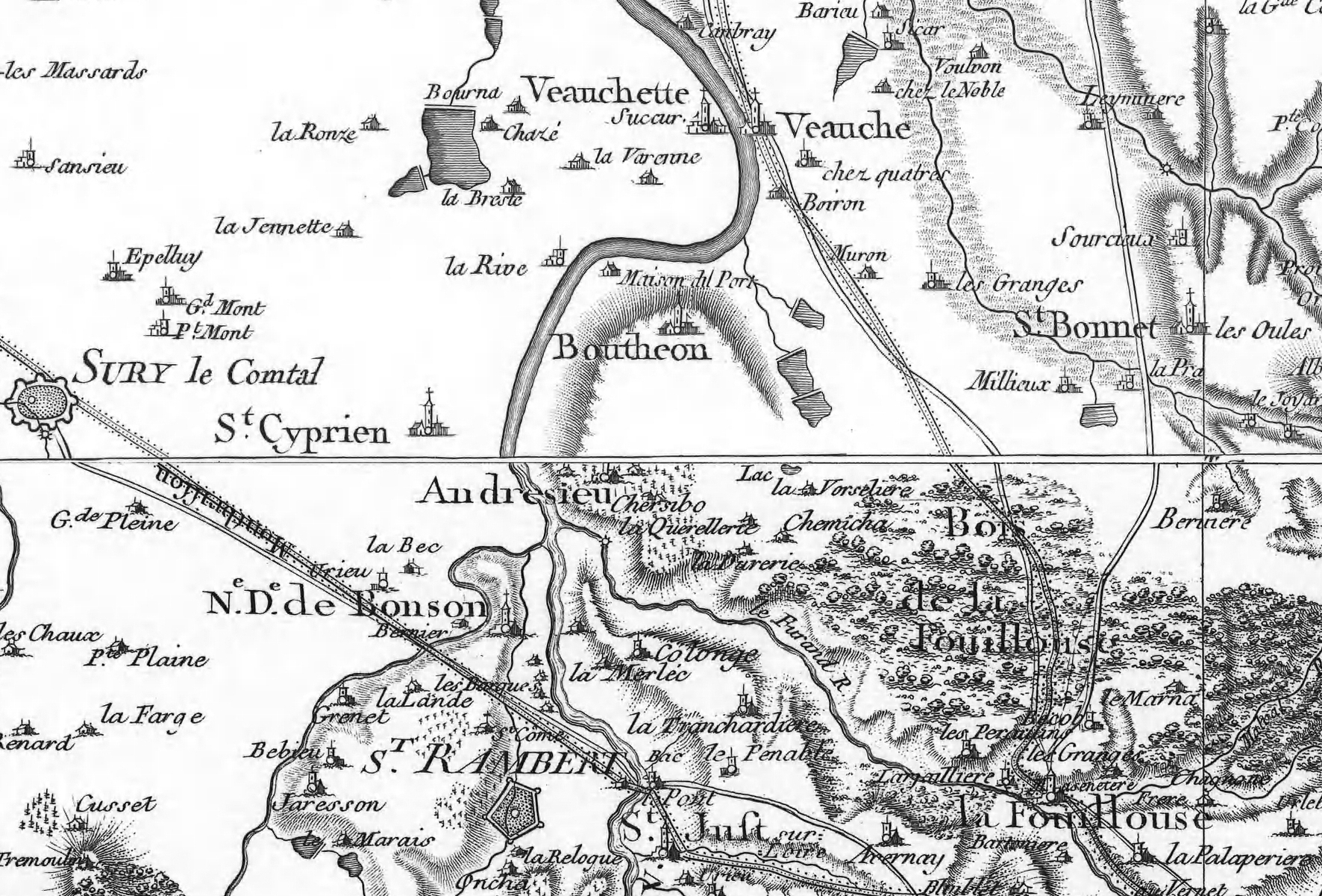
Cassinikaart uit de 18e eeuw

De gemeente had een oppervlakte van 4,38 km². Andrézieux ligt op de rechteroever van de Loire bij de monding van de Furan, in het zuiden van de vlakte van Forez.

## Bevolking
Voor de fusie telde Andrézieux 2.575 inwoners (1962), terwijl de fusiegemeente er 3.531 telde.
Rond 1800 telde de plaats ongeveer 500 inwoners, in 1876 902 inwoners en in 1911 1.483 inwoners.
Na de fusie volgde een sterke bevolkingsgroei met de bouw van nieuwe woonwijken.

## Geschiedenis

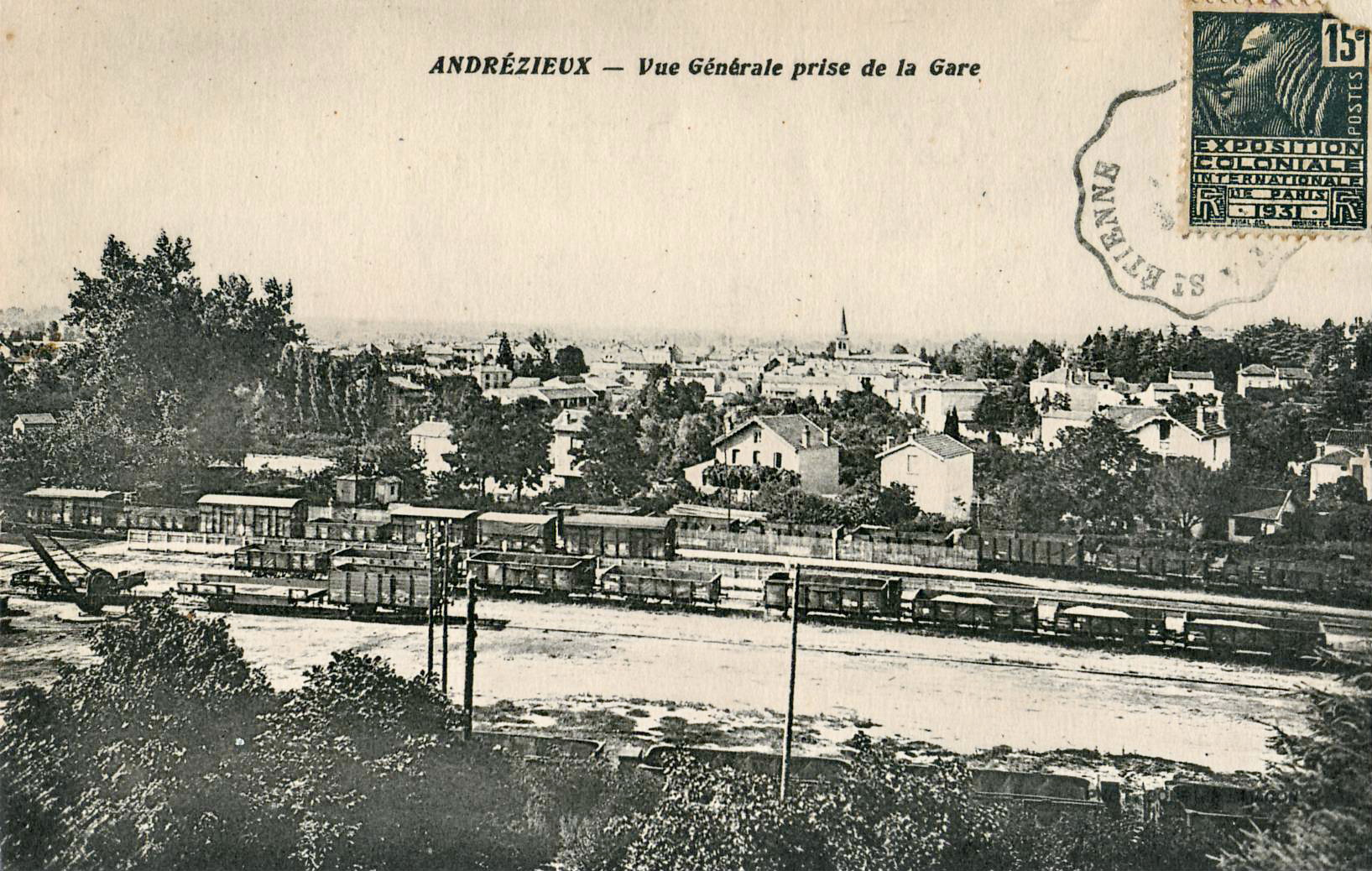
Het station en het dorp rond 1930

De naam van de plaats werd voor het eerst vermeld in de 10e eeuw. Van oudsher was het een rivierhaven aan de Loire, maar de haven werd maar uitgebouwd vanaf 1750. Vanaf toen werd steenkool uit het steenkoolbekken van Loire vanuit Andrézieux verscheept over de rivier. De steenkool werd met ossenwagens aangevoerd vanuit de mijnen van Saint-Étienne en Roche-la-Molière.
Na de Franse Revolutie werd Andrézieux geen zelfstandige gemeente, maar een deel van Saint-Cyprien op de linkeroever van de Loire. Andrézieux was toen niet meer dan een gehucht met ongeveer 500 inwoners. In 1823 werd Andrézieux losgemaakt van Saint-Cyprien en aangehecht bij Bouthéon om in 1830 een zelfstandige gemeente te worden. In 1825 werd de weg tussen Saint-Étienne en Montbrison aangelegd. Deze liep door Andrézieux. Het verkeer moest de Loire oversteken met een veerpont. Pas in 1831 werd een brug gebouwd. 
Andrézieux werd regelmatig getroffen door overstromingen van de Loire. In 1846 werd de brug over de Loire beschadigd bij een overstroming en in 1907 werd de brug volledig vernield. In 1910 werd een nieuwe brug geopend.

### Spoorlijn
In 1827 werd een spoorlijn tussen Saint-Étienne en Andrézieux geopend, een primeur voor het Europese vasteland. Vanuit Saint-Étienne werd steenkool vervoerd naar de rivierhaven van Andrézieux en de wagons keerden terug geladen met grind, zand en kalk. De wagons werden voortgetrokken door paarden. Vanaf 1832 werd op dit spoor ook personenvervoer georganiseerd. De eerste stoomtreinen deden hun intrede in 1844. 

### Economie
De uitbouw van het spoorwegnetwerk in Frankrijk betekende de neergang van de rivierhavens. Andrézieux kende in de tweede helft van de 19e eeuw dan ook een economische stagnatie tot er aan het einde van de eeuw industrie werd gevestigd in de gemeente (textiel, metallurgie, bouwmaterialen). Tegelijk was er nog veel landbouwgrond (60% van de oppervlakte in 1960). Ook hadden rijke inwoners uit Saint-Étienne een villa of buitenhuis in de gemeente.